# لويز كلاوديو باروس
لويز كلاوديو باروس (بالبرتغالية: Luiz Cláudio Soares de Barros‏) هو لاعب كرة قدم برازيلي في مركز الهجوم، ولد في 19 مايو 1978 في ريو دي جانيرو في البرازيل. لعب مع بوتافوغو ريغاتاس ونادي الأنصار ونادي إنترناسيونال ونادي بالميراس ونادي بوافيشتا ونادي تريزه ونادي ساو كايتانو ونادي سبورت ريسيفه ونادي فاسكو دا غاما ونادي فيلا نوفا.

## وصلات خارجية
- لويز كلاوديو باروس على موقع قاعدة بيانات كرة القدم.إي يو (الإنجليزية)